# Studerhorn
Pour les articles homonymes, voir Studer.
Le Studerhorn est un sommet des Alpes en Suisse. Il culmine à 3 635 mètres d'altitude dans les Alpes bernoises.

## Toponymie
Le Studerhorn doit son nom à Gottlieb Samuel Studer.

## Situation
Le Studerhorn se trouve à la frontière entre les cantons de Berne et du Valais. Il est situé sur la ligne de partage des eaux entre la mer du Nord et la mer Méditerranée. Sur son versant nord naît le Finsteraargletscher (qui alimente l'Aar via le glacier de l'Unteraar et l'Oberaarbach). Sur son versant sud, le Studergletscher alimente la Wysswasser (affluent du Rhône). À l'est du Studerhorn on trouve l'Altmann et à l'ouest le Finsteraarhorn (séparé par l'Obers Studerjoch).